# Argentinoeme
Argentinoeme is een kevergeslacht uit de familie van de boktorren (Cerambycidae). De wetenschappelijke naam van het geslacht werd voor het eerst geldig gepubliceerd in 1911 door Bruch.

## Soorten
Argentinoeme omvat de volgende soorten:
- Argentinoeme pseudobscura Di Iorio, 1995
- Argentinoeme schulzi Bruch, 1911